# Nicolae Ștefănuță
Nicolae Ștefănuță, detto Nicu (Rășinari, 3 gennaio 1982), è un politico rumeno, europarlamentare dal 2019.

## Carriera politica
Eletto al Parlamento europeo nelle liste dell'Unione Salvate la Romania (USR), Ștefănuță fa parte della commissione per i bilanci e della commissione per l'ambiente, la sanità pubblica e la sicurezza alimentare. Nel 2020 è anche entrato a far parte del Comitato speciale per la lotta contro il cancro. Ștefănuță è stato il principale relatore del parlamento sul bilancio dell'Unione europea per il 2023.
Oltre ai suoi incarichi in commissione, Ștefănuță fa parte della delegazione del parlamento per le relazioni con gli Stati Uniti. È anche co-presidente del gruppo informale di interesse del Parlamento europeo sulla resistenza antimicrobica (AMR) ed è membro dell'intergruppo sui diritti LGBT.
All'inizio del 2023 ha abbandonato il suo partito e si è affiliato al gruppo Verdi/ALE, di cui è diventato anche uno dei vice-presidenti.
Nel 2024 è stato nominato vicepresidente del Parlamento europeo.

## Posizioni politiche
Nel 2021, Ștefănuță si è unito ad altri sette eurodeputati rumeni come cofirmatario di una lettera a Ursula von der Leyen e Maroš Šefčovič, in cui invitano la Commissione europea a impedire al Regno Unito di trattenere i cittadini dell'UE nei centri di rimozione dell'immigrazione.